# 卢多维特·什图尔
卢多维特·什图尔（1815年10月28日—1856年1月12日），是斯洛伐克浪漫主义诗人、语言学家、政治家、思想家，19世纪时期斯洛伐克民族启蒙运动的领导人之一。他也是1848年匈牙利革命期間斯洛伐克志願者運動的主要組織者及现代斯洛伐克语的奠基者之一。

## 生平
什图尔于1815年10月29日出生于匈牙利乌赫洛维茨（今斯洛伐克乌赫洛维茨）的一个教师家庭，是教师萨缪尔·什图尔（Samuel Štúr）与妻子安娜的次子，他幼年在乌赫洛维茨的信義宗教堂受洗，其父亲萨缪尔亲自为他教授基础知识与拉丁语。他在12岁时，前往杰尔的一所文法学校学习德语、匈牙利语与希腊语，并受到了当时斯拉夫学者帕沃尔·约瑟夫·沙法里克等人的影响。
1829年，他离开杰尔到普雷斯堡的一所信義宗中学求学，并加入了校内的捷克-斯拉夫文学社团，受教于捷克斯洛伐克語言和古代文學系Juraj Palkovič教授，在此时，他开始关注斯洛伐克的语言。1831年，他开始创作诗歌作品，期间曾一度辍学回到乌赫洛维茨并为当地的一位伯爵Károly Zay工作。
1836年，什图尔給捷克歷史學家法蘭提塞克·帕拉茲基寫信，他表示上匈牙利新教徒使用的捷克語對於普通斯洛伐克人來說已經無法理解，並提議帕拉茲基助力创制一種統一的「捷克斯洛伐克語」（českoslovenčina），但遭到拒绝，因此什图尔决定与友人共同设立一套规范化的斯洛伐克语体系。
從1836年到1838年，什图尔作為Juraj Palkovič教授的助理，他曾在校内學習斯拉夫文學史。并繼續创作诗歌作品，為報紙和期刊撰寫文章，在他的帶領下，捷克-斯拉夫協會的會員人數不斷增加。但在1837年4月，捷克斯拉夫協會因学院内學生之間的騷動而被取締。一周後，什图尔成立了捷克斯洛伐克語言文學研究所，捷克-斯拉夫協會的活動在該研究所得以繼續進行。

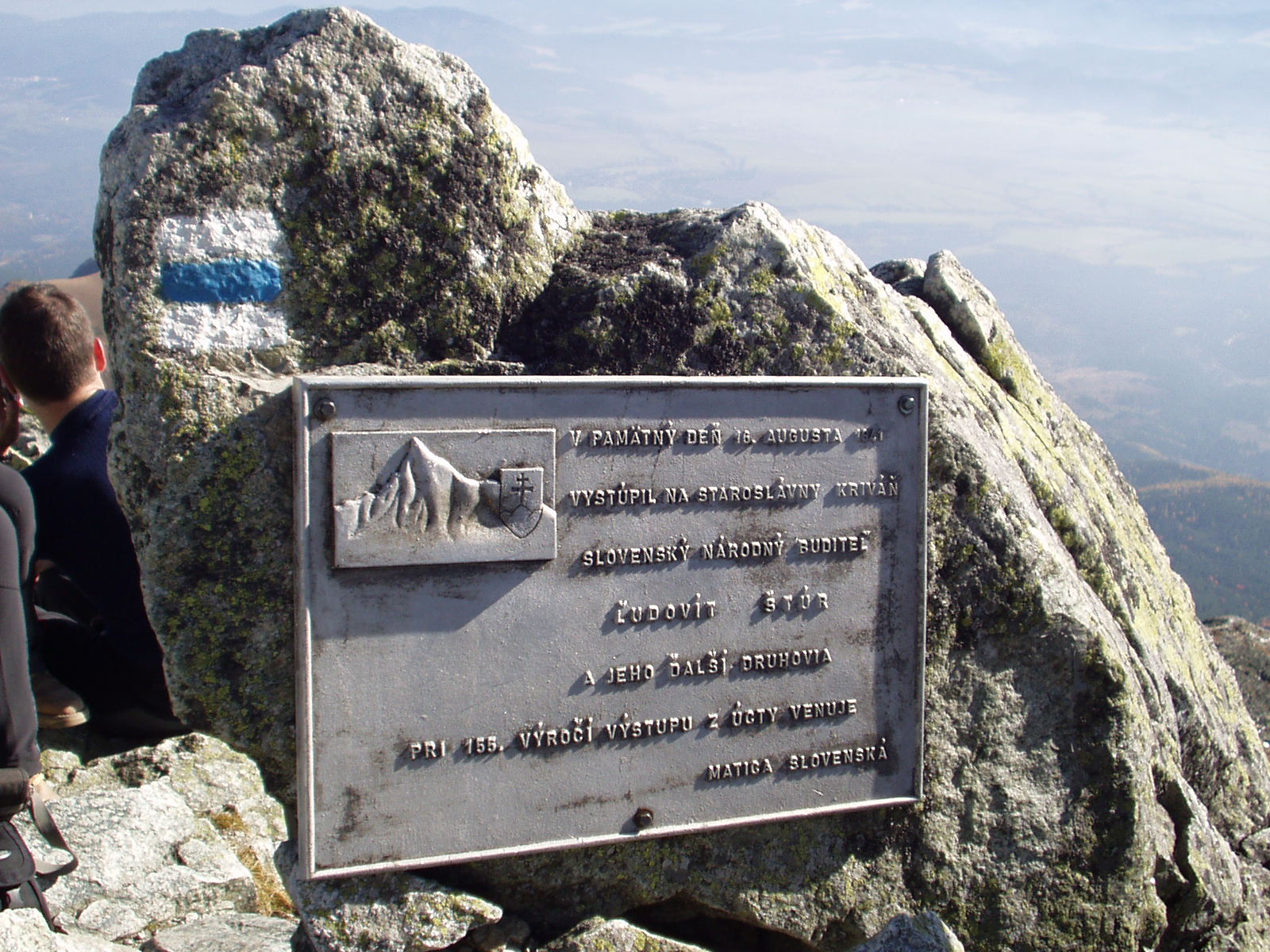
后世纪念什图尔等人登上克里萬山的纪念碑。

1838年，他前往普魯士王國哈雷-维滕贝格大学就学，并受到了德国哲学家黑格尔、约翰·戈特弗里德·赫尔德等人的影响。翌年春天，他前往索布人占多数的卢萨蒂亚地区旅行，并用捷克文写了游记“Cesta do Lužic vykonaná na jar 1839”。离开哈雷-维滕贝格后，什图尔回到布拉迪斯拉发，成为了文學雜誌《塔特拉雄鹰》的共同編輯:21。1841年，他開始了旨在出版斯洛伐克政治報紙的活動。他寫了辯護和論戰文本《斯洛伐克的新舊時代》。1841年8月16日，什图尔和友人登上了斯洛伐克民族的象徵—克里萬山，此后斯洛伐克人每年都會舉行一次登頂之旅來紀念這一事件。
1842年，他代表斯洛伐克向維也納皇家法院提交請願書，要求政府停止对上匈牙利的斯洛伐克人的匈牙利化政策。但遭到拒绝，而他申請出版報紙的許可也同样被拒絕。1843年以后，什图尔在其作品《斯洛伐克方言和用这种方言书写的必要性》以及《斯洛伐克语言学》等作品中构造出了新斯洛伐克语的完整体系，并与友人约泽夫·米洛斯拉夫·胡尔班、霍扎等人制定了斯洛伐克语语法以及书面斯洛伐克语，并于1845年开始用该语言出版《斯洛伐克民族报》:20-21。
1847年10月，他成为兹沃伦镇的一名公职人员，并曾在议会发表演講，要求在上匈牙利廢除農奴制，引入公民權利，但反对犹太解放运动，也拒绝接受犹太人加入斯洛伐克民族，1848年3月，他辞去在茲沃倫的公职。同年5月，他与霍扎等人共同撰写了《斯洛伐克民族请愿书》，要求匈牙利议会尊重斯洛伐克民族的语言，以及出版、集会结社的自由，但被匈牙利束之高阁。其后，什图尔前往萨格勒布，试图为组织反对匈牙利统治的军事抵抗运动，争取当地民众的财政支持:23。1848年9月，什图尔等人在维也纳成立了斯洛伐克民族委员会，并组织了斯洛伐克人大起义。但最后遭到镇压。
1851年，什图尔的兄弟卡罗尔去世后，他移居莫德拉并开始照顾卡罗尔的子女，但也受到了匈牙利警察的严密监视。除了照顾住在特伦钦的病重的母亲,他人生的最后数年几乎在莫德拉度过。1855年12月，他在莫德拉打猎时因失误受伤，此后一直由友人扬·卡林恰克接济直到翌年1月伤重不治。

## 外部連結
- 中国大百科全书-卢多维特·什图尔 （页面存档备份，存于）